# Saint-Michel-Labadié
Saint-Michel-Labadié település Franciaországban, Tarn megyében. Lakosainak száma 87 fő (2022. január 1.). Saint-Michel-Labadié Assac, Le Dourn, Faussergues, Saint-Cirgue és Valence-d’Albigeois községekkel határos.

## Népesség
A település népessége az elmúlt években az alábbi módon változott:
| Lakosok száma | 89   | 94   | 95   | 94   | 92   | 90   | 89   | 88   | 87   |
|               | 2013 | 2015 | 2016 | 2017 | 2018 | 2019 | 2020 | 2021 | 2022 |